# Karl Streckfuß

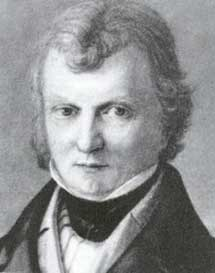
Karl Streckfuß

Karl Streckfuß (geboren als Adolf Friedrich Carl Streckfuß; Pseudonym: Leberecht Fromm; * 20. September 1778 oder 1779 in Gera; † 26. Juli 1844 in Berlin) war ein deutscher Schriftsteller, Übersetzer und Jurist. Er ist der Vater des Schriftstellers Adolf Streckfuß und des Malers Wilhelm Streckfuß.

## Leben
Mit 18 Jahren immatrikulierte sich Streckfuß 1797 an der Universität Leipzig um Jura zu studieren. Drei Jahre später beendete er erfolgreich sein Studium und ging im Frühjahr 1801 als Hauslehrer nach Triest (damals noch unter österreichischer Herrschaft). Neben seinen Aufgaben als Pädagoge erlernte Streckfuß die italienische Sprache so gut, dass er auch als Dolmetscher bald gefragt wurde.
1804 wechselte Streckfuß, mit Förderung seines Arbeitgebers, im selben Beruf nach Wien und blieb dort bis 1806. Im Herbst 1806 kehrte Streckfuß nach Deutschland zurück und wurde sächsischer Verwaltungsbeamter. 1811 wurde der russische Gesandte in Berlin sein Arbeitgeber und 1815 fand Streckfuß in der preußischen Verwaltung eine Anstellung. Im Jahr 1820 trat er der Gesetzlosen Gesellschaft zu Berlin bei.
Kurz vor seinem 44. Geburtstag avancierte Streckfuß 1823 zum Geheimen Oberregierungsrat und 1840 berief man ihn als Mitglied in den Staatsrat. Bereits drei Jahre später gab Streckfuß aus gesundheitlichen Gründen alle seine Ämter zurück und zog sich in den Ruhestand zurück. 1843 wurde er zum Ehrenbürger von Berlin ernannt.
Im Alter von beinahe 65 Jahren starb Karl Streckfuß am 26. Juli 1844 in Berlin und wurde auf dem dortigen Sophienfriedhof II beigesetzt. Obwohl das Grab nicht erhalten geblieben war, wurde es lange Jahre weiterhin als „Ehrengrab des Landes Berlin“ gelistet. Diese Widmung wurde 2005 aufgehoben.

## Schaffen
Das schriftstellerische Werk von Streckfuß umfasst Lyrik und Prosa; aber ein wichtiger Teil sind auch seine Übersetzungen aus dem Italienischen. So übersetzte er auch die Göttliche Komödie ins Deutsche. Einige seiner Werke veröffentlichte er unter dem Pseudonym Leberecht Fromm. Als Verwaltungsbeamter publizierte er auch politische Schriften; so veröffentlichte er 1832 den Katechismus für Stadtverordnete der Preussischen Städte, in denen er die Vorzüge der preußischen Städteordnung darlegte. Als er 1833 sein Werk Über das Verhältnis der Juden zu den christlichen Staaten veröffentlichte, in dem er sich kritisch zu einer möglichen rechtlichen Gleichstellung der Juden äußerte, entfachte Streckfuß eine kontroverse Diskussion. Unter anderem sah sich der preußische Ober-Regierungsrath Freiherr Heinrich Christian von Ulmenstein genötigt, noch im selben Jahr seine Gegenbemerkungen dazu herauszubringen. Nach ausgesprochen positiven Erfahrungen im Kontakt mit preußischen Juden revidierte Streckfuß seine Ansichten in einer Schrift, die er zehn Jahre später unter dem gleichen Titel herausgab.

## Gedicht

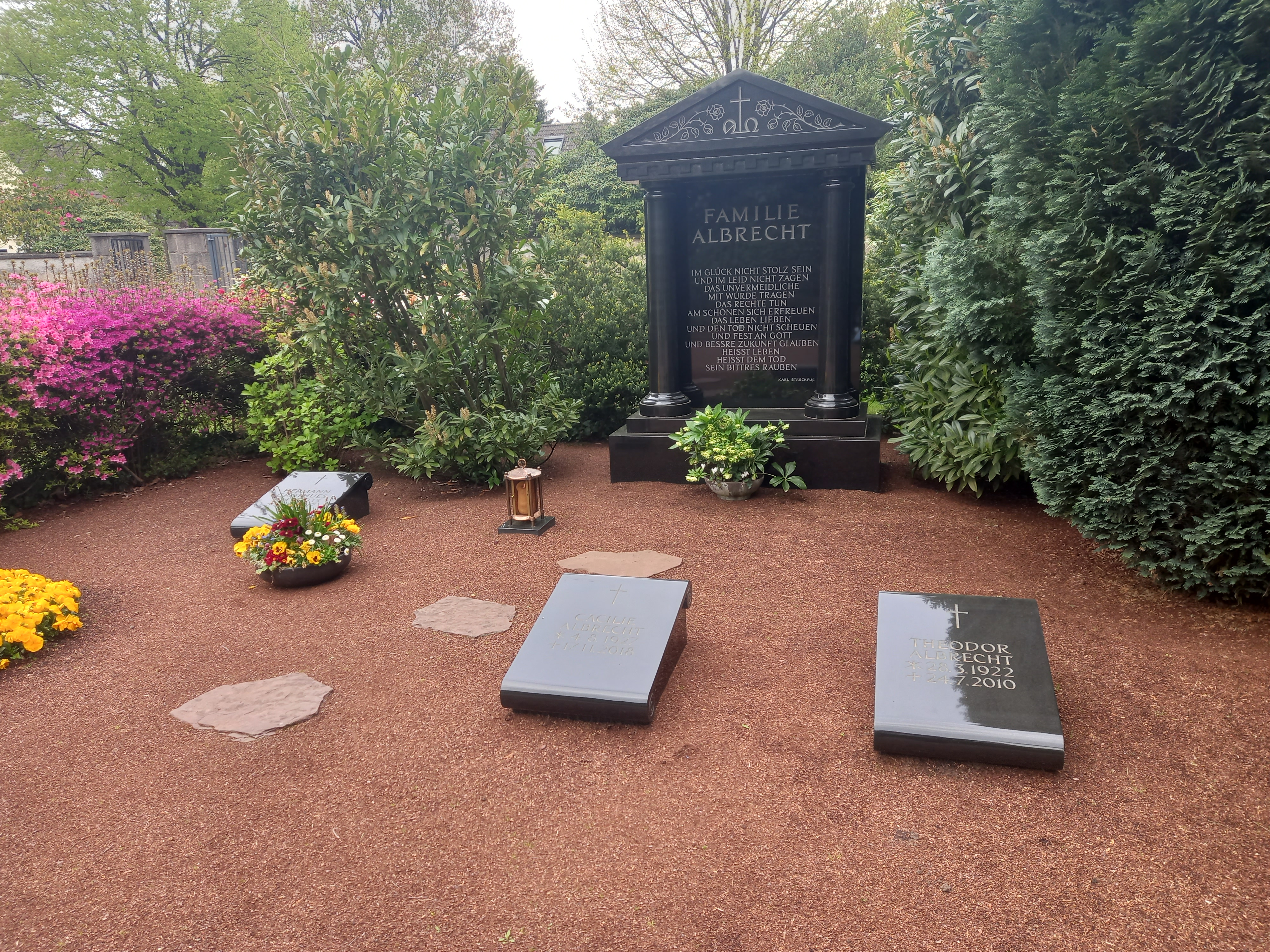
Das Gedicht auf dem Grabstein des Familiengrabs von Theo Albrecht, Friedhof Bredeney

Im Glück nicht stolz sein und im Leid nicht klagen,
Das Unvermeidliche mit Würde tragen,
Das Rechte tun, am Schönen sich erfreuen,
Das Leben lieben und den Tod nicht scheuen,
Und fest an eine bessre Zukunft glauben,
Heißt leben, heißt dem Tod sein Bittres rauben.

## Werke
Als Autor
- Carl Streckfuss: Gedichte. Verlag Degen, Wien 1804 (eingeschränkte Vorschau in der Google-Buchsuche).
- Ueber das Verhältnis der Juden zu den christlichen Staaten. Verlag C. Schwetschke, Halle 1833.
- Karl Streckfuss: Neuere Dichtungen. Schwetschke, Halle 1834. (Digitalisierte Ausgabe der Universitäts- und Landesbibliothek Düsseldorf)
- Der Preussen Huldigungsfest, nach amtlichen und anderen sicheren Nachrichten. Berlin 1840 (E-Koie).
- Ueber das Verhältnis der Juden zu den christlichen Staaten. Zweite Schrift unter diesem Titel. Berlin 1843.
- Katechismus für Stadtverordnete der Preussischen Städte. Berlin: T. Trautwein, 1832, URL: http://digital.staatsbibliothek-berlin.de/werkansicht?PPN=PPN734429053&PHYSID=PHYS_0011&DMDID=.

Als Übersetzer
- Dante Alighieri: Göttliche Komödie („La comedia divina“). Wegweiser-Verlag, Berlin 1922 (EA 1824–1826).
- Ludovico Ariosto: Der rasende Roland und dessen 5 Gesänge („Orlando furioso“). Verlag C. Schwetschke, Halle 1849 (EA 1839).
- Ludovico Ariosto: Der rasende Roland. Hemmerde & Schwetschke, Halle 1818.
  - Band 1 als Digitalisierte Ausgabe der Universitäts- und Landesbibliothek Düsseldorf
- Torquato Tasso: Befreites Jerusalem („Gerusalemme liberata“). Verlag C. Schwetscke, Halle 1840.